# Dayella malabarica
Dayella malabarica är en fiskart som först beskrevs av Day, 1873.  Dayella malabarica ingår i släktet Dayella och familjen sillfiskar. IUCN kategoriserar arten globalt som livskraftig. Inga underarter finns listade i Catalogue of Life.